# Ollé
Pour les articles homonymes, voir Ollé (homonymie).
Ollé est une commune française située dans le département d'Eure-et-Loir en région Centre-Val de Loire dans la région naturelle de la Beauce chartraine.

## Géographie

### Situation
Ollé est à 8 km de Courville-sur-Eure, à 11 km d'Illiers-Combray et à 17 km de Chartres.

Situation géographique
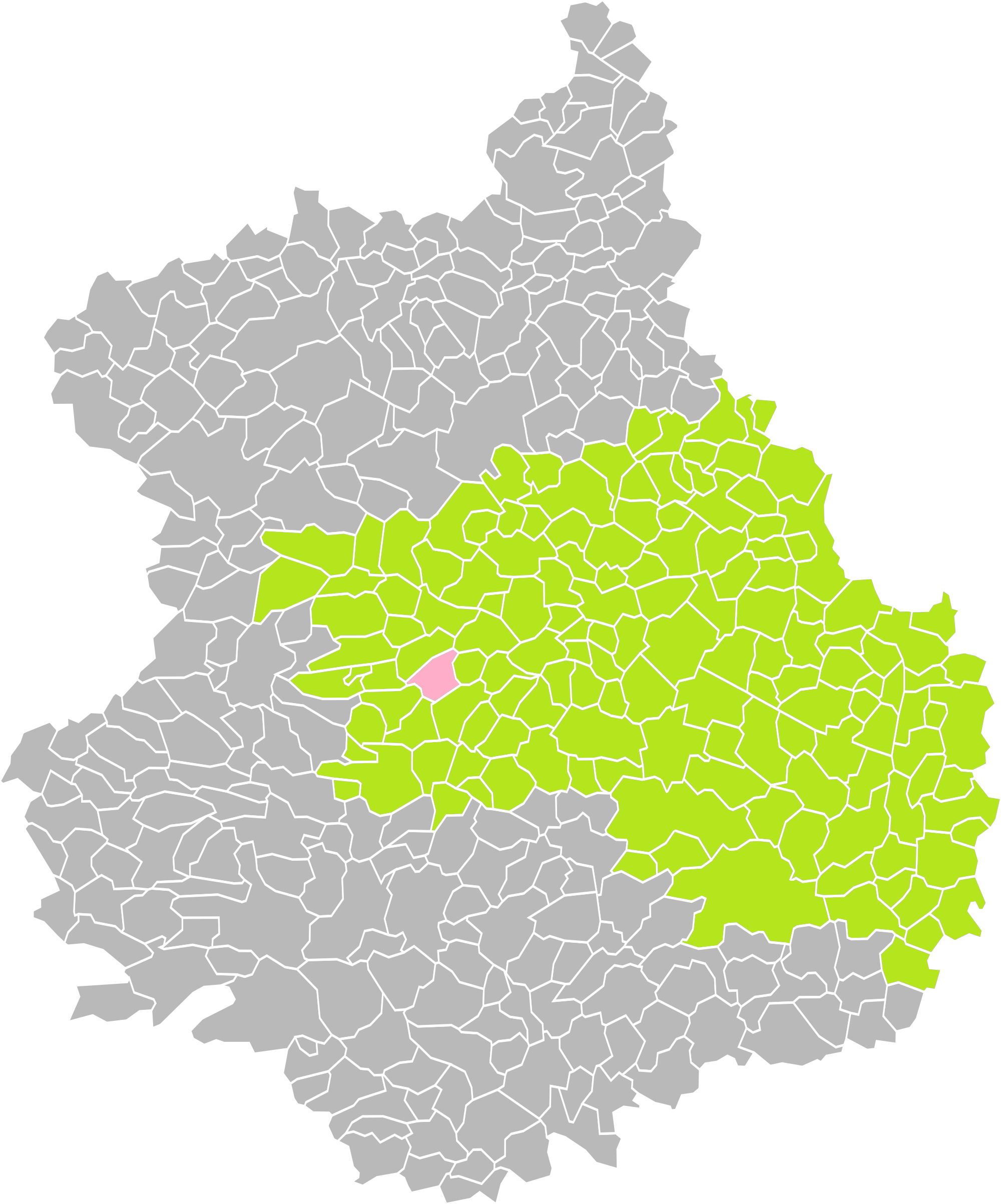
Ollé dans son arrondissement.
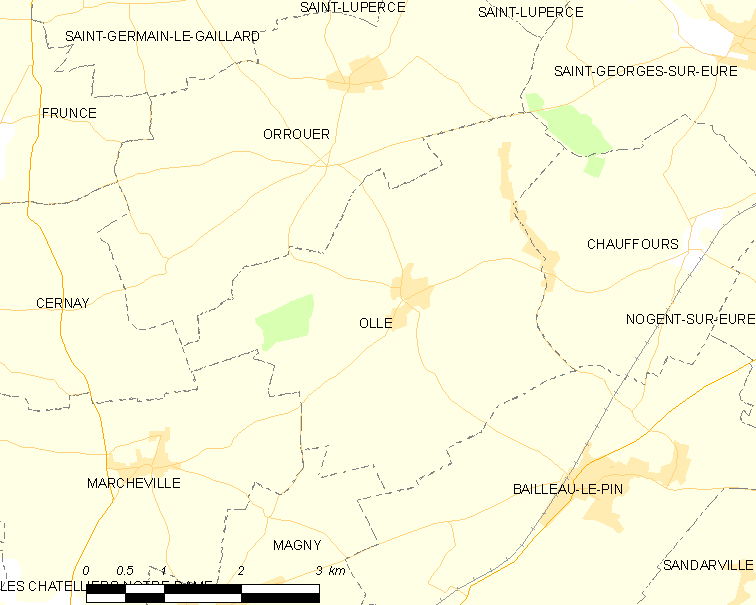
Carte de la commune d'Ollé.

### Communes limitrophes
|             | Orrouer | Saint-Georges-sur-Eure |
| Cernay      | Ollé    | Chauffours             |
| Marchéville | Magny   | Bailleau-le-Pin        |

### Hameaux
- Bennes et Cogné, tous deux partagés avec la commune de Chauffours

### Climat
Pour des articles plus généraux, voir Climat du Centre-Val de Loire et Climat d'Eure-et-Loir.
En 2010, le climat de la commune est de type climat océanique dégradé des plaines du Centre et du Nord, selon une étude du CNRS s'appuyant sur une série de données couvrant la période 1971-2000. En 2020, Météo-France publie une typologie des climats de la France métropolitaine dans laquelle la commune est exposée à un climat océanique altéré et est dans la région climatique  Sud-ouest du bassin Parisien, caractérisée par une faible pluviométrie, notamment au printemps (120 à 150 mm) et un hiver froid (3,5 °C). 
Pour la période 1971-2000, la température annuelle moyenne est de 10,4 °C, avec une amplitude thermique annuelle de 14,7 °C. Le cumul annuel moyen de précipitations est de 639 mm, avec 10,9 jours de précipitations en janvier et 7,7 jours en juillet. Pour la période 1991-2020, la température moyenne annuelle observée sur la station météorologique de Météo-France la plus proche, sur la commune de Blandainville à 9 km à vol d'oiseau, est de 11,2 °C et le cumul annuel moyen de précipitations est de 626,2 mm,. Pour l'avenir, les paramètres climatiques de la commune estimés pour 2050 selon différents scénarios d'émission de gaz à effet de serre sont consultables sur un site dédié publié par Météo-France en novembre 2022.

## Urbanisme

### Typologie
Au 1er janvier 2024, Ollé est catégorisée commune rurale à habitat dispersé, selon la nouvelle grille communale de densité à 7 niveaux définie par l'Insee en 2022.
Elle est située hors unité urbaine. Par ailleurs la commune fait partie de l'aire d'attraction de Chartres, dont elle est une commune de la couronne,. Cette aire, qui regroupe 117 communes, est catégorisée dans les aires de 50 000 à moins de 200 000 habitants,.

### Occupation des sols
L'occupation des sols de la commune, telle qu'elle ressort de la base de données européenne d’occupation biophysique des sols Corine Land Cover (CLC), est marquée par l'importance des territoires agricoles (93,7 % en 2018), une proportion sensiblement équivalente à celle de 1990 (93,9 %). La répartition détaillée en 2018 est la suivante : 
terres arables (93,7 %), zones urbanisées (3,8 %), forêts (2,4 %). L'évolution de l’occupation des sols de la commune et de ses infrastructures peut être observée sur les différentes représentations cartographiques du territoire : la carte de Cassini (XVIIIe siècle), la carte d'état-major (1820-1866) et les cartes ou photos aériennes de l'IGN pour la période actuelle (1950 à aujourd'hui).

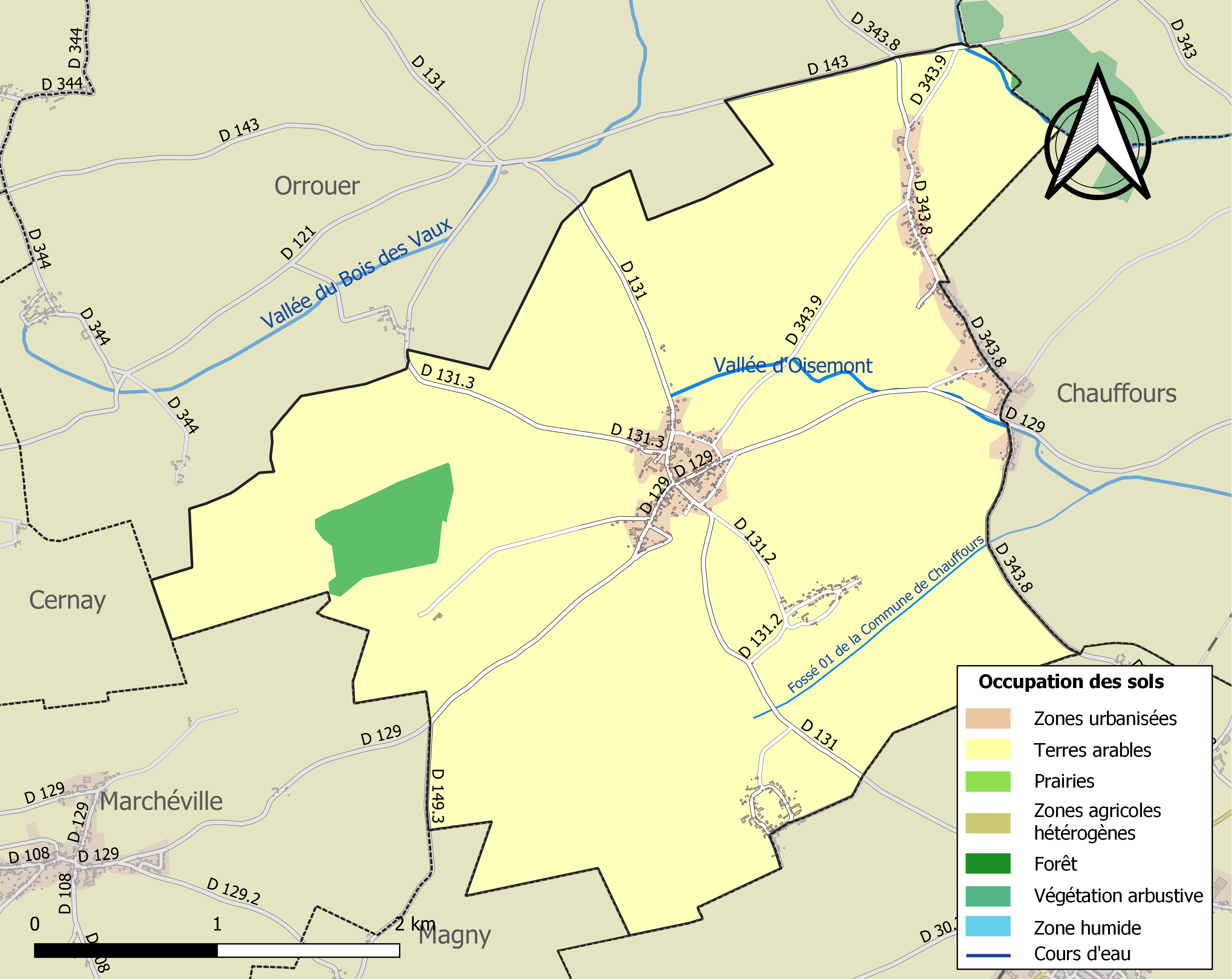
Carte des infrastructures et de l'occupation des sols de la commune en 2018 (CLC).

### Risques majeurs
Le territoire de la commune d'Ollé est vulnérable à différents aléas naturels : météorologiques (tempête, orage, neige, grand froid, canicule ou sécheresse), inondations, mouvements de terrains et séisme (sismicité très faible). Il est également exposé à un risque technologique, le transport de matières dangereuses. Un site publié par le BRGM permet d'évaluer simplement et rapidement les risques d'un bien localisé soit par son adresse soit par le numéro de sa parcelle.

#### Risques naturels
Certaines parties du territoire communal sont susceptibles d’être affectées par le risque d’inondation par débordement de cours d'eau, notamment la Vallée du Bois des Vaux et la Vallée d'Oisemont. La commune a été reconnue en état de catastrophe naturelle au titre des dommages causés par les inondations et coulées de boue survenues en 1988 et 1999,.

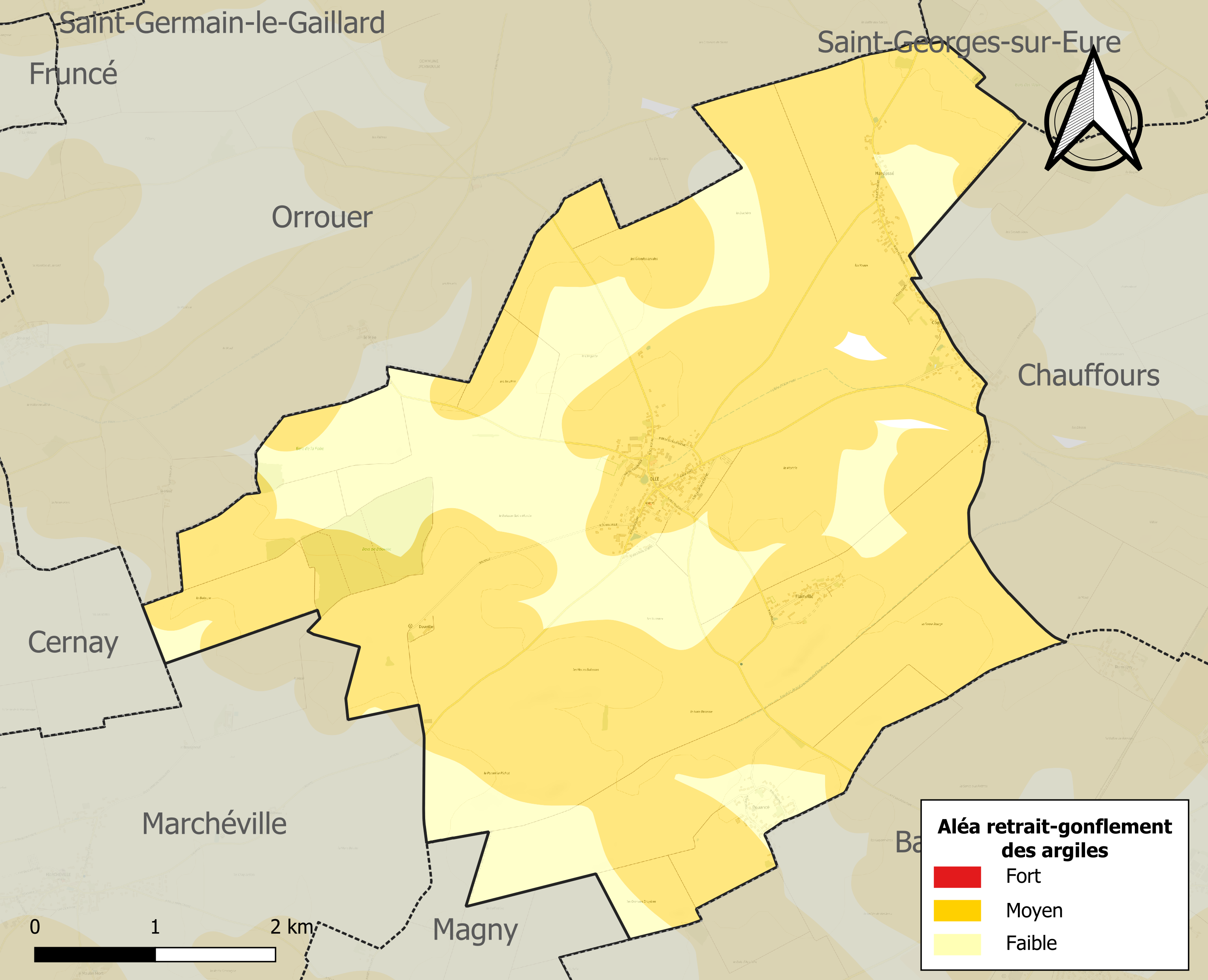
Carte des zones d'aléa retrait-gonflement des sols argileux d'Ollé.

Les mouvements de terrains susceptibles de se produire sur la commune sont des affaissements et effondrements liés aux cavités souterraines. L'inventaire national des cavités souterraines permet de localiser celles situées sur la commune.
Le retrait-gonflement des sols argileux est susceptible d'engendrer des dommages importants aux bâtiments en cas d’alternance de périodes de sécheresse et de pluie. 73,9 % de la superficie communale est en aléa moyen ou fort (52,8 % au niveau départemental et 48,5 % au niveau national). Sur les 260 bâtiments dénombrés sur la commune en 2019, 220 sont en aléa moyen ou fort, soit 85 %, à comparer aux 70 % au niveau départemental et 54 % au niveau national. Une cartographie de l'exposition du territoire national au retrait gonflement des sols argileux est disponible sur le site du BRGM,.
Concernant les mouvements de terrains, la commune a été reconnue en état de catastrophe naturelle au titre des dommages causés par des mouvements de terrain en 1999.

#### Risques technologiques
Le risque de transport de matières dangereuses sur la commune est lié à sa traversée par des infrastructures routières ou ferroviaires importantes ou la présence d'une canalisation de transport d'hydrocarbures. Un accident se produisant sur de telles infrastructures est en effet susceptible d’avoir des effets graves au bâti ou aux personnes jusqu’à 350 m, selon la nature du matériau transporté. Des dispositions d’urbanisme peuvent être préconisées en conséquence.

## Toponymie
Olle en langue d'oc désigne une cabane. Dans le sud-ouest de la France, le nom désigne un potier.

## Histoire

### Époque moderne
Les années 1693-1694 furent une catastrophe humanitaire en France. Les mauvaises récoltes de 1693 amenèrent la famine en 1694, d'autant plus que le printemps sec de 1694 ne fut pas favorable non plus ; s'ensuivirent famine et épidémies. À l'automne 1694, on dénombre à Ollé une vingtaine d'inhumations entre août et novembre (Archives départementales d'Eure-et-Loir, registre paroissial d'Ollé).

## Politique et administration

### Listes des maires
| Période                                  | Période  | Identité       | Étiquette | Qualité                              |
| ---------------------------------------- | -------- | -------------- | --------- | ------------------------------------ |
| Les données manquantes sont à compléter. |          |                |           |                                      |
| mars 2008                                | 2008     | Didier Sergent |           |                                      |
| avril 2014                               | En cours | Jérôme Pavard, |           | Agriculteur sur moyenne exploitation |

## Population et société

### Démographie
L'évolution du nombre d'habitants est connue à travers les recensements de la population effectués dans la commune depuis 1793. Pour les communes de moins de 10 000 habitants, une enquête de recensement portant sur toute la population est réalisée tous les cinq ans, les populations de référence des années intermédiaires étant quant à elles estimées par interpolation ou extrapolation. Pour la commune, le premier recensement exhaustif entrant dans le cadre du nouveau dispositif a été réalisé en 2006.

En 2022, la commune comptait 626 habitants, en évolution de +2,62 % par rapport à 2016 (Eure-et-Loir : −0,23 %, France hors Mayotte : +2,11 %).
| 1793 | 1800 | 1806 | 1821 | 1831 | 1836 | 1841 | 1846 | 1851 |
| ---- | ---- | ---- | ---- | ---- | ---- | ---- | ---- | ---- |
| 527  | 559  | 641  | 556  | 559  | 563  | 563  | 573  | 590  |

| 1856 | 1861 | 1866 | 1872 | 1876 | 1881 | 1886 | 1891 | 1896 |
| ---- | ---- | ---- | ---- | ---- | ---- | ---- | ---- | ---- |
| 545  | 533  | 524  | 530  | 552  | 548  | 520  | 508  | 493  |

| 1901 | 1906 | 1911 | 1921 | 1926 | 1931 | 1936 | 1946 | 1954 |
| ---- | ---- | ---- | ---- | ---- | ---- | ---- | ---- | ---- |
| 449  | 477  | 457  | 433  | 472  | 433  | 411  | 448  | 378  |

| 1962 | 1968 | 1975 | 1982 | 1990 | 1999 | 2006 | 2011 | 2016 |
| ---- | ---- | ---- | ---- | ---- | ---- | ---- | ---- | ---- |
| 337  | 313  | 320  | 405  | 479  | 550  | 561  | 607  | 610  |

| 2021 | 2022 | - | - | - | - | - | - | - |
| ---- | ---- | - | - | - | - | - | - | - |
| 625  | 626  | - | - | - | - | - | - | - |

## Culture locale et patrimoine

### Lieux et monuments

#### Église Saint-Martin
- Tableau du XVIe siècle : la Crucifixion  Classé MH (1908)[25].
- Deux verrières du XVIIe siècle : scènes de l'Ancien Testament, Christ de la résurrection, saints, Adoration des Mages   Classé MH (1908)[26].

#### Ferme au pigeonnier
Important pigeonnier dodécagonal du XVIIe siècle,  Inscrit MH (1971).

Il présente la particularité d'être rond à l'intérieur. 1850 boulins se répartissent sur 26 rangs en hauteur et 70 en verticale.

Lieux et monuments
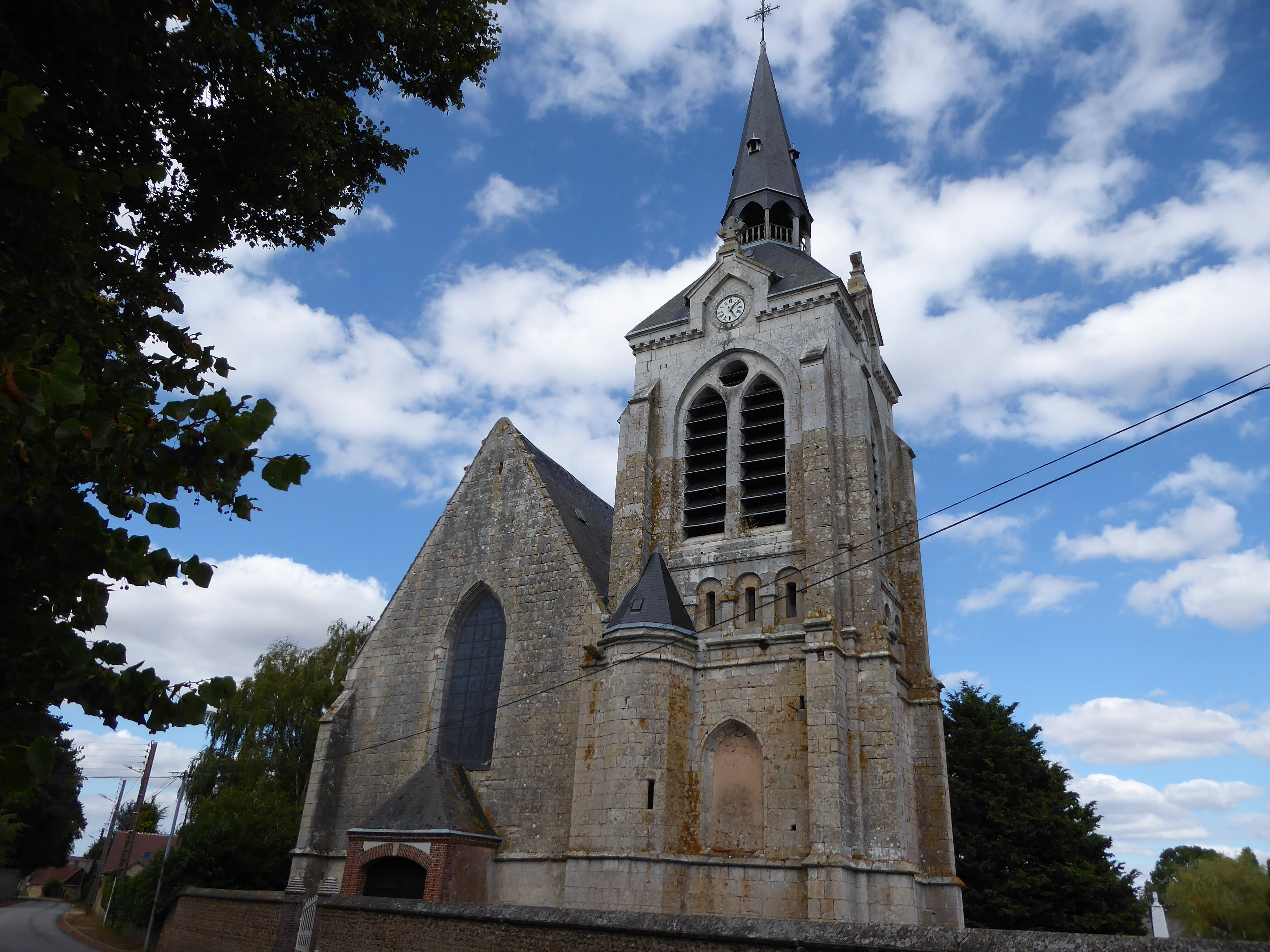
Façade ouest de l'église Saint-Martin.
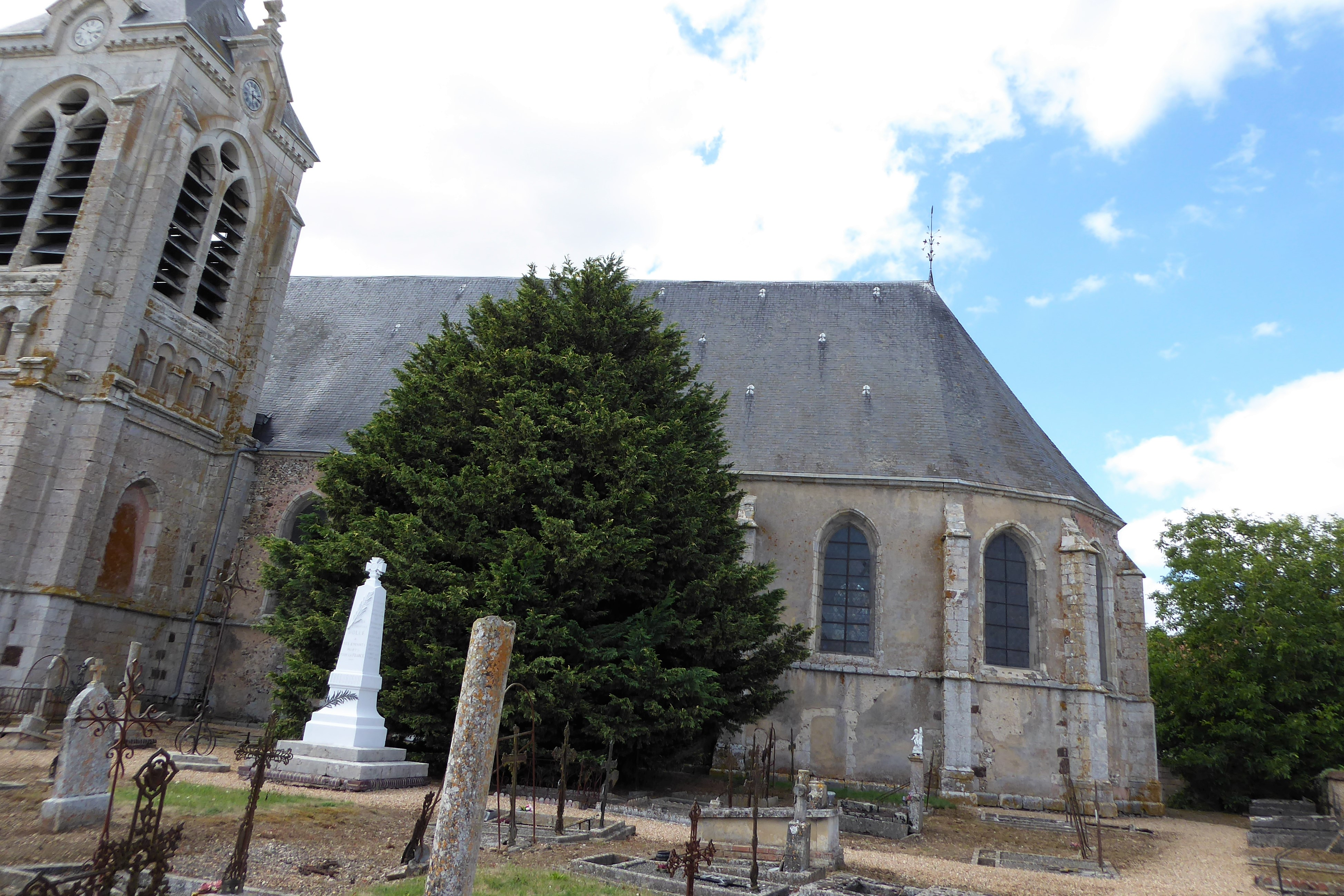
Cimetière, monument aux morts et abside de l'église.
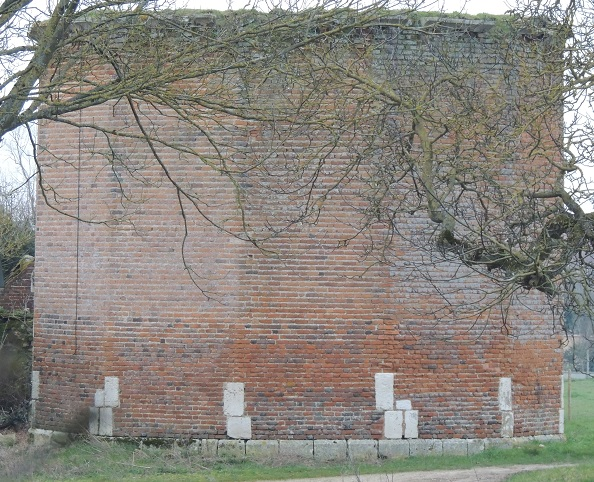
Pigeonnier de la ferme au pigeonnier.

### Personnalités liées à la commune
- Amaury de Chartres, né à Bennes vers 1150, mort en 1206 ou 1209, philosophe et théologien français ;
- Albert Royneau (1866-1922), homme politique français, maire d'Ollé, sénateur d'Eure-et-Loir, mort à Ollé.